# Grand Prix Formule 1 van de Verenigde Staten 1968
De Grand Prix Formule 1 van de Verenigde Staten 1968 werd gehouden op 6 oktober op het Watkins Glen International circuit in Watkins Glen (New York). Het was de elfde race van het seizoen. 

## Uitslag
| Pos. | Nr. | Coureur              | Constructeur  | Rondes | Tijd / Oorzaak uitval | Grid | Punten |
| ---- | --- | -------------------- | ------------- | ------ | --------------------- | ---- | ------ |
| 1    | 15  | Jackie Stewart       | Matra-Ford    | 108    | 1:59:20.29            | 2    | 9      |
| 2    | 10  | Graham Hill          | Lotus-Ford    | 108    | + 24.68               | 3    | 6      |
| 3    | 5   | John Surtees         | Honda         | 107    | + 1 Ronde             | 9    | 4      |
| 4    | 14  | Dan Gurney           | McLaren-Ford  | 107    | + 1 Ronde             | 7    | 3      |
| 5    | 16  | Jo Siffert           | Lotus-Ford    | 105    | + 3 Rondes            | 12   | 2      |
| 6    | 2   | Bruce McLaren        | McLaren-Ford  | 103    | + 5 Rondes            | 10   | 1      |
| NF   | 22  | Piers Courage        | BRM           | 93     | Geen benzine          | 14   |        |
| NF   | 1   | Denny Hulme          | McLaren-Ford  | 92     | Ongeluk               | 5    |        |
| NC   | 19  | Lucien Bianchi       | Cooper-BRM    | 88     | Niet geklasseerd      | 20   |        |
| NF   | 3   | Jack Brabham         | Brabham-Repco | 77     | Motor                 | 8    |        |
| NF   | 4   | Jochen Rindt         | Brabham-Repco | 73     | Motor                 | 6    |        |
| NF   | 18  | Vic Elford           | Cooper-BRM    | 71     | Motor                 | 17   |        |
| NF   | 8   | Pedro Rodriguez      | BRM           | 66     | Ophanging             | 11   |        |
| NC   | 17  | Jo Bonnier           | McLaren-BRM   | 62     | Niet geklasseerd      | 18   |        |
| NF   | 6   | Chris Amon           | Ferrari       | 59     | Waterpomp             | 4    |        |
| NF   | 21  | Jean-Pierre Beltoise | Matra         | 44     | Transmissie           | 13   |        |
| NF   | 9   | Bobby Unser          | BRM           | 35     | Motor                 | 19   |        |
| NF   | 12  | Mario Andretti       | Lotus-Ford    | 32     | Koppeling             | 1    |        |
| NF   | 7   | Derek Bell           | Ferrari       | 14     | Motor                 | 15   |        |
| NS   | 11  | Jackie Oliver        | Lotus-Ford    | 0      | Niet gestart          |      |        |
| NS   | 20  | Henri Pescarolo      | Matra         | 0      | Niet gestart          |      |        |

## Statistieken
| Pole-position | Mario Andretti | Lotus-Ford | 1:04.20 |
| Snelste ronde | Jackie Stewart | Matra-Ford | 1:05.22 |

## Noot
- Dit was de eerste pole position voor Mario Andretti - en zijn eerste Grand Prix-start.
- Vijfde Grand Prix-winst voor Jackie Stewart.

Grand Prix Formule 1 van de Verenigde Staten: 1908 · 1910 · 1911 · 1912 · 1914 · 1915 · 1916 · 1959 · 1960 · 1961 · 1962 · 1963 · 1964 · 1965 · 1966 · 1967 · 1968 · 1969 · 1970 · 1971 · 1972 · 1973 · 1974 · 1975 · 1976 · 1977 · 1978 · 1979 · 1980 · 1989 · 1990 · 1991 · 2000 · 2001 · 2002 · 2003 · 2004 · 2005 · 2006 · 2007 · 2012 · 2013 · 2014 · 2015 · 2016 · 2017 · 2018 · 2019 · 2021 · 2022 · 2023 · 2024 · 2025 · 2026

Indianapolis 500: 1950 · 1951 · 1952 · 1953 · 1954 · 1955 · 1956 · 1957 · 1958 · 1959 · 1960

Grand Prix Formule 1 van de Verenigde Staten West: 1976 · 1977 · 1978 · 1979 · 1980 · 1981 · 1982 · 1983

Grand Prix Formule 1 van Las Vegas: 1981 · 1982 · 2023 · 2024 · 2025

Grand Prix Formule 1 van de Verenigde Staten Oost: 1982 · 1983 · 1984 · 1985 · 1986 · 1987 · 1988

Grand Prix Formule 1 van Dallas: 1984

Grand Prix Formule 1 van Miami: 2022 · 2023 · 2024 · 2025 · 2026 · 2027 · 2028 · 2029 · 2030 · 2031